# Det stora landet
Det stora landet är en amerikansk western/drama-film från 1958 i regi av William Wyler. I huvudrollerna ses Gregory Peck, Jean Simmons och Carroll Baker.
Burl Ives vann en Oscar i klassen bästa manliga biroll, filmen nominerades också för bästa filmmusik.

## Handling
Kapten James McKay (Gregory Peck) har lämnat sitt liv till sjöss för att förena sig med sin fästmö Patricia (Carroll Baker) på den stora ranch i amerikanska västern som ägs av hennes far, major Terrill (Charles Bickford). Terrill ligger i fejd med ranchägaren Rufus Hannassey (Burl Ives), som är överhuvud för ett gäng som ses som traktens slödder. Patricias vän, lärarinnan Julie Maragon (Jean Simmons) äger ranchen "Big Muddy" som har traktens viktiga vattenhål, livsnödvändigt för både Terrills och Hannasseys boskap. 
Nykomlingen och gentlemannen McKay testas hårt när han kommer till trakten, men vägrar låta sig provoceras. Hans egen far dödades i en meningslös duell och McKay har svurit att välja en annan väg genom livet. Han hamnar mitt i fejden och bestämmer sig för att finna en lösning på stridigheterna.

## Rollista (urval)
- Gregory Peck - James McKay
- Jean Simmons - Julie Maragon
- Carroll Baker - Patricia Terrill
- Charlton Heston - Steve Leech
- Burl Ives - Rufus Hannassey
- Charles Bickford - Major Henry Terrill
- Alfonso Bedoya - Ramón Guiteras
- Chuck Connors - Buck Hannassey